# بهانداریا اپازیلا
بهانداریا اپازیلا (به لاتین: Bhandaria Upazila) یک منطقهٔ مسکونی در بنگلادش است که در ناحیه پیروج‌پور واقع شده‌است. بهانداریا اپازیلا ۱۶۳٫۵۶ کیلومتر مربع مساحت و ۱۴۵٬۲۳۳ نفر جمعیت دارد.